# Ischnocnema holti
Ischnocnema holti är en groddjursart som först beskrevs av Cochran 1948.  Ischnocnema holti ingår i släktet Ischnocnema och familjen Brachycephalidae. IUCN kategoriserar arten globalt som otillräckligt studerad. Inga underarter finns listade i Catalogue of Life.